# Austrian Football Division Ladies 2013
La Austrian Football Division Ladies 2013 è la 14ª edizione del campionato di football americano femminile di primo livello, organizzato dalla AFBÖ.

## Squadre partecipanti
| Club                   | Città    | Stadio | Sponsor ufficiale | Risultato nella stagione 2012 |
| ---------------------- | -------- | ------ | ----------------- | ----------------------------- |
| Budapest Wolves Ladies | Budapest |        |                   |                               |
| Danube Dragons Ladies  | Vienna   |        |                   |                               |
| Schwaz Hammers Ladies  | Schwaz   |        |                   |                               |
| Vienna Vikings Ladies  | Vienna   |        | Dacia             |                               |

## Stagione regolare

### Calendario

#### 1ª giornata
| 14 aprile 2013 | Vienna Vikings Ladies | 35 – 0 | Budapest Wolves Ladies |  |

#### 2ª giornata
| 11 maggio 2013 | Schwaz Hammers Ladies | 0 – 74 | Danube Dragons Ladies |  |

#### 3ª giornata
| 26 maggio 2013 | Budapest Wolves Ladies | 0 – 56 | Vienna Vikings Ladies |  |

#### 4ª giornata
| 1º giugno 2013 | Schwaz Hammers Ladies | 14 – 66 | Budapest Wolves Ladies |  |

#### 5ª giornata
| 15 giugno 2013 | Danube Dragons Ladies | 54 – 0 | Schwaz Hammers Ladies |  |

#### 6ª giornata
| 7 settembre 2013 | Danube Dragons Ladies | 6 – 21 | Vienna Vikings Ladies |  |

#### 7ª giornata
| 14 settembre 2013 | Budapest Wolves Ladies | 12 – 36 | Danube Dragons Ladies |  |

#### 8ª giornata
| 21 settembre 2013 | Vienna Vikings Ladies | 81 – 0 | Schwaz Hammers Ladies |  |

### Classifica
La classifica della regular season è la seguente:
- PCT = percentuale di vittorie, G = partite giocate, V = partite vinte,  P = partite perse, PF = punti fatti, PS = punti subiti

| Pos. | Squadra                | PCT   | G | V | N | P | PF  | PS  |
| ---- | ---------------------- | ----- | - | - | - | - | --- | --- |
| 1    | Vienna Vikings Ladies  | 1.000 | 4 | 4 | 0 | 0 | 193 | 6   |
| 2    | Danube Dragons Ladies  | .750  | 4 | 3 | 0 | 1 | 170 | 33  |
| 3    | Budapest Wolves Ladies | .250  | 4 | 1 | 0 | 3 | 78  | 141 |
| 4    | Schwaz Hammers Ladies  | .000  | 4 | 0 | 0 | 4 | 14  | 275 |

## XIV Ladies Bowl
| 12 ottobre 2013 | Vienna Vikings Ladies | 50 – 0 (21-0 20-0 9-0 0-0) | Danube Dragons Ladies |  |

## Verdetti
- Vienna Vikings Ladies Campionesse dell'Austria 2013